# Shoes (Film)
Shoes ist ein US-amerikanisches Filmdrama aus dem Jahr 1916 von Lois Weber. Der Stummfilm wurde von Bluebird Photoplays produziert und basiert auf der gleichnamigen Kurzgeschichte von Stella Wynne Herron, die am 1. Januar 1916 im Magazin National Collier’s Weekly erschien, und dem 1912 veröffentlichten Buch A New Conscience and an Ancient Evil von Jane Addams.

## Handlung
Die junge Eva Mayer arbeitet für fünf Dollar wöchentlich als Verkäuferin in einem Billigwarenhaus. Sie hat nur ein Paar alte ausgetretene Schuhe. Neue kann sie sich nicht leisten, da sie ihren Lohn ihrer Mutter abgeben muss, damit die beiden sowie der arbeitslose Vater und ihre drei Schwestern versorgt sind. Während ihre Mutter als Wäscherin arbeitet, verbringt der Vater seine Zeit mit Rauchen, Trinken und Lesen.
Eines Tages wird der Nachtclubsänger Charlie auf Eva aufmerksam. Ihre Kollegin Lil rät ihr, sich an ihn ranzumachen, doch Eva ist von dem Gedanken abgestoßen. Zu Hause verkündet die Mutter, dass der Metzger, bei dem sie verschuldet sind, erst dann wieder Fleisch für sie habe, wenn der Vater arbeiten geht. Unterdessen flickt Eva die Löcher in ihren Schuhen mit Pappe. 
Eva wird von Charlie zu seinem Auftritt im Blue Goose Cabaret eingeladen. Eva schämt sich ihrer Schuhe, so dass nur Lil hingeht, die ihr später ihre neue Armbanduhr zeigt. Durch Regen bekommt Eva nasse Füße und erkältet sich. Am nächsten Zahltag bringt Eva wieder das Geld zu ihrer Mutter, in der Hoffnung, drei Dollar für neue Schuhe behalten zu können. Doch wie üblich bleibt von dem Geld nichts übrig. Voller Verzweiflung überwindet sich Eva und sucht Charlie auf. Später kommt Eva bedrückt nach Hause. Sie trägt neue Schuhe. Ihre Mutter vermutet, dass Eva dafür mit einem Mann hat schlafen müssen. Voller Schuldgefühle schickt sie ihre Tochter, ihr verheultes Gesicht zu waschen. Der Vater kommt heim und verkündet strahlend, dass er Arbeit gefunden habe. Mit schwerem Herzen hilft die Mutter der niedergeschlagenen Eva auf den Stuhl am Esstisch.

## Hintergrund
Gedreht wurde der Film im Frühling 1916 in den Universal-Studios in Universal City.
Das EYE Film Instituut Nederland in Amsterdam konnte 2010 zwei getönte Nitratkopien restaurieren. 
Der Film war ursprünglich als Zwei-Akter geplant. Doch laut Lois Weber rechtfertigten das Thema und die Leistung der von ihr selber entdecken Hauptdarstellerin Mary MacLaren die Verlängerung auf fünf Akte.
Die Inneneinrichtung eines Billigwarenhauses, in den USA als Five-and-Dime-Shop bezeichnet, wurde ins Studio gebracht. Die Mayer-Wohnung wurde mit Möbeln ausgestattet, die bei Familien gekauft wurden, die in gleichen Umständen lebten. Das Essen der Mayers, bestehend aus Corned Beef und Kohl, wurde während der Szenen auf einem funktionierenden Ofen gekocht.
2014 wurde der Film in die National Film Registry aufgenommen.
Charles G. Clarke arbeitete als Kameraassistent. Lina Basquette spielte, im Abspann unerwähnt, eine der Schwestern. 

## Veröffentlichung
Die Premiere des Films fand am 26. Juni 1916 statt. In der Bundesrepublik Deutschland wurde die restaurierte Fassung am 7. März 2018 auf Arte ausgestrahlt.

## Kritiken
Der Filmkritiken-Aggregator Rotten Tomatoes hat in einer Auswertung von 9 Kritiken eine Zustimmungsrate von 89 Prozent errechnet. Das Publikumsergebnis hat sich bei 80 Prozent positiver Bewertungen eingependelt.
Das Lexikon des internationalen Films schrieb: „Präzises Stummfilm-Melodram der Regie-Pionierin Lois Weber, die trotz einige überzeichneter Mittel ein für die Entstehungszeit außergewöhnlich realistisch anmutendes Abbild ökonomischen Elends und der sexuellen Ausbeutung der Frauen zeichnet.“
Grace Kingley von der Los Angeles Times bezeichnete den Film als bewegenden Appell. Lob gebühre der perfekten Darstellung sowie der Tatsache, dass jedes Detail dieses fein gezeichneten Dramas aus den Herzen, den Leben und den Motiven realer Menschen herauswachse. Nicht genug loben könne man, dass eine starke Geschichte über Armut so aufrichtig und ergreifend sei, ohne jeden billigen Trick.
Die Variety bezeichnete das Werk als einen Blick auf das Leben, der auf Theatralisches verzichte. Mary MacLaren gebe eine ausgesprochen gute Darstellung als hilflose Kreatur.
J. R. Jones schrieb 2017 im Chicago Reader, der Film sei ein vergessenes Meisterwerk der Stummfilmära, authentisch inszeniert.